# Morris Kallon
Morris Kallon, även känd som Bilai Karim, född 1 januari 1964 i Bo i Sierra Leone, var en av ledarna för rebellgruppen Revolutionary United Front under inbördeskriget i Sierra Leone.
Den 25 februari 2009 dömdes Kallon tillsammans med en annan av RUF:s ledare, Issa Sesay, till livstids fängelse för bland annat brott mot mänskligheten. Kallon befanns skyldig på 16 av 18 åtalspunkter.